# Ernst-Reinhard Beck

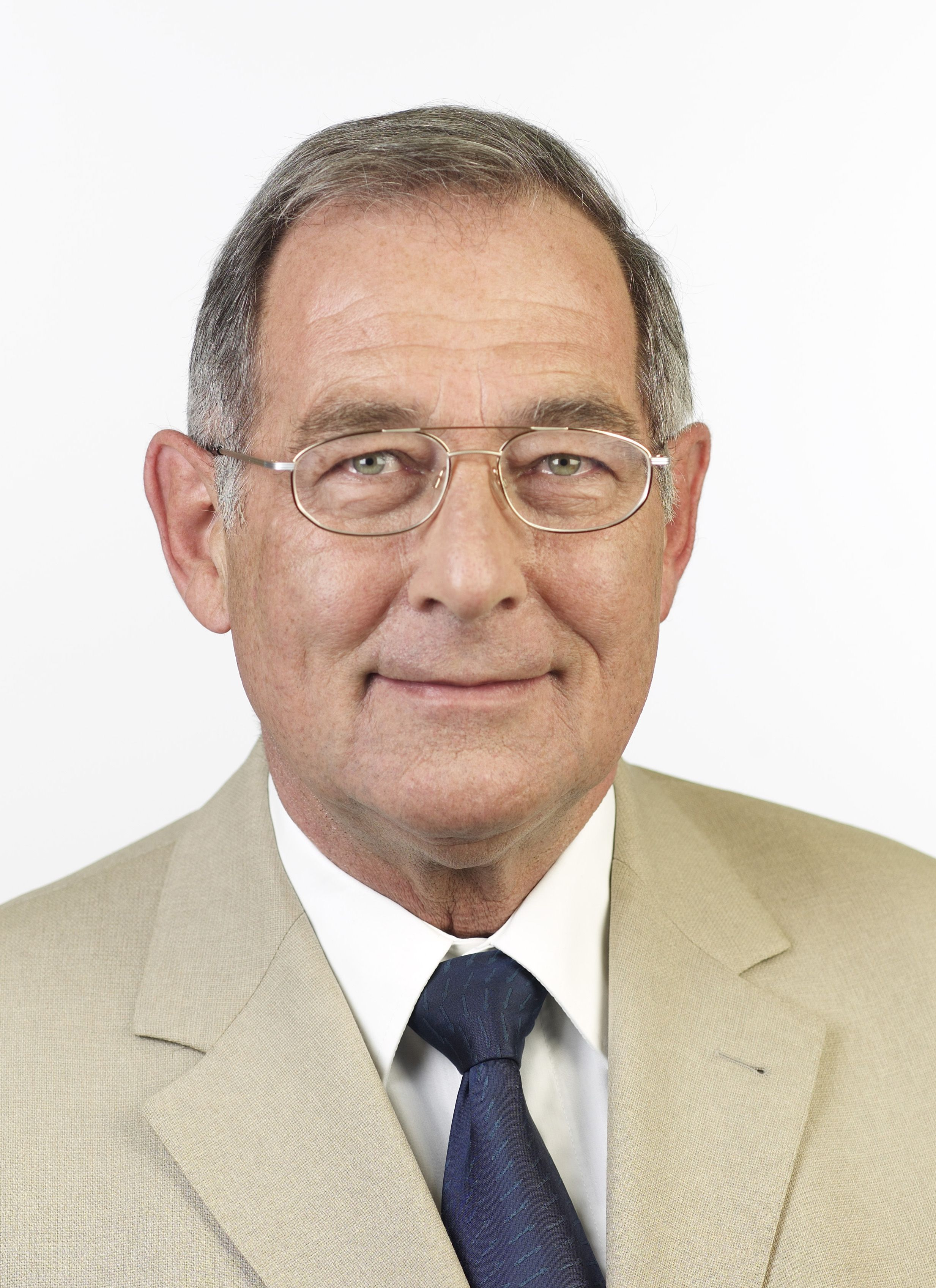
Ernst-Reinhard Beck, 2010

Ernst-Reinhard Beck (* 31. August 1945 in Frohnstetten) ist ein deutscher Politiker (CDU) und war von 2002 bis 2013 Mitglied des Deutschen Bundestages.

## Leben
Nach dem Abitur 1965 am Hohenzollern-Gymnasium Sigmaringen leistete Beck seinen Wehrdienst bei der 1. Gebirgsdivision ab und durchlief auch die Ausbildung zum Reserveoffizier; nach mehreren Wehrübungen wurde er 1996 zum Oberst der Reserve befördert.
Nach dem Wehrdienst absolvierte Beck ab 1967 ein Studium der Geschichte, Germanistik und Politologie an der Eberhard Karls Universität Tübingen, welches er 1971 mit dem ersten und 1972 mit dem zweiten Staatsexamen für das Höhere Lehramt beendete. Danach war er bis 1982 als Lehrer am Friedrich-Schiller-Gymnasium Pfullingen tätig. Von 1982 bis 2002 leitete er schließlich als Oberstudiendirektor das Friedrich-List-Gymnasium in Reutlingen.
Von 2002 bis 2013 war er Mitglied des Deutschen Bundestages und dabei ab November 2009 verteidigungspolitischer Sprecher der CDU/CSU-Bundestagsfraktion.
Beck ist seit 1971 verheiratet. Sein Bruder ist der ebenfalls der CDU angehörende Tuttlinger Oberbürgermeister Michael Beck.

## Partei
1963 trat Beck in die Junge Union ein und wurde 1968 auch Mitglied der CDU. Er war von 1975 bis 1979 zunächst stellvertretender Kreisvorsitzender und von 1979 bis 1983 Vorsitzender des CDU-Kreisverbandes Reutlingen.

## Abgeordneter
Von 2001 bis 2005 gehörte Beck dem Gemeinderat von Pfullingen an.
Von 2002 bis September 2013 war er Mitglied des Deutschen Bundestages. Ernst-Reinhard Beck ist stets als direkt gewählter Abgeordneter des Wahlkreises Reutlingen in den Bundestag eingezogen. Zuletzt hatte er bei der Bundestagswahl 2009 hier 42,7 % der Erststimmen erreicht. Bei der Bundestagswahl 2013 trat er nicht mehr an.

## Gesellschaftliche Ämter
Von Oktober 2003 bis November 2009 war Beck Präsident des Verbands der Reservisten der Deutschen Bundeswehr e. V. Anschließend wurde er Ehrenpräsident dieses Verbandes.
Er ist Vorsitzender des Kuratoriums der Bundeszentrale für politische Bildung.
Beck ist Mitglied des Kuratoriums der Aktion Gemeinsinn.

## Veröffentlichungen
- Sicherheitspolitik, Bundeswehr, Friedenssicherung. Verteidigung im Bündnis, zwischen Spannung und Entspannung, Wehrpflicht und Kriegsdienstverweigerung (= Politik & Unterricht. Heft 3, 1980, ISSN 0344-3531). Neckar-Verlag, Villingen-Schwenningen 1980.
- Wahlen in Pfullingen – Politische Entwicklungen im Spiegel von Wahlergebnissen (S. 256–275) in Hermann Fischer, Brigitte Neske, Hermann Taigel (Hrsg.): Pfullingen einst und jetzt. Verlag Günther Neske, Pfullingen 1982, ISBN 3-7885-0252-5
- Umweltpolitik. Unterrichtsvorschläge für den Sekundarbereich I (= Politik & Unterricht. Heft 4, 1981). Neckar-Verlag, Villingen-Schwenningen 1981.
- Nuklearwaffen und Sicherheit. Eine Bestandsaufnahme. Universum-Verlagsanstalt, Wiesbaden 1985.
- UdSSR im Umbruch. Die Sowjetunion im Sommer 1989 (= Politik und Unterricht. PU aktuell. Nr. 4, ZDB-ID 352836-4). Neckar-Verlag, Villingen-Schwenningen 1989.
- Der heilige Bischof Wolfgang aus Pfullingen. Zum 1000. Todestag am 31.10.1994 (= Beiträge zur Pfullinger Geschichte. Bd. 7, ZDB-ID 306685-x). Schlegel, Pfullingen 1994.
- Umbruchjahr 1945. Der 8. Mai 1945 – ein sperriger Gedenktag. Kriegsende in Deutschland. Anfänge 1945 (= Politik & Unterricht. Bd. 21, Heft 2, 1995). Neckar-Verlag, Villingen-Schwenningen 1995.
- Sicherheitspolitik. Frieden und Krieg. Bundeswehr im Wandel. Neue Nato (= Politik & Unterricht. Bd. 22, Heft 4, 1996). Neckar-Verlag, Villingen-Schwenningen 1996.

## Auszeichnungen
- Officier de l’ordre national du Mérite
- Chevalier dans l’Ordre des Palmes Academiques
- National Order of Merit (Companion)/Malta
- Ehrenkreuz der Bundeswehr in Gold
- Staufermedaille des Landes Baden-Württemberg
- Ehrennadel in Gold mit Diamant des Verbands der Reservisten der Deutschen Bundeswehr
- Kommando-Medaille des II. Korps der Bundeswehr
- 2013: Verdienstkreuz am Bande der Bundesrepublik Deutschland